# Gustaf Otto Stenbock
Gustaf Otto Stenbock, nascut al castell de Torpa, en el comtat de Västra Götaland el 7 de setembre del 1614, mort a Estocolm el 24 de setembre del 1685, fou un militar i home d'Estat suec.

## Biografia
Fou nomenat major general en 1643, membre del Consell Privat en 1652, mariscal de camp en 1656, governador general d'Escània de Halland i Blekinge de 1658, almirall del regne en 1664 i Canceller de la Universitat de Lund de 1666. Va ser desposseït del seu títol d'almirall el 1675 pel rei Carles XI de Suècia.
Es va casar en 1645 amb la baronessa Brita Banya d'Åminne (morta en 1658) i després amb Christina Catharine De la Gardie, filla del mariscal de camp i comte Jakob De la Gardie, en 1658. D'aquests dos matrimonis van néixer diversos fills, incloent Magnus Stenbock (1663-1717), mariscal de camp del rei Carles XII de Suècia durant la Gran Guerra del Nord.